# Kostroma
Kostroma (rusky: Кострома) je město v Rusku, centrum Kostromské oblasti. Nachází se 372 kilometrů severovýchodně od Moskvy. Leží u soutoku řek Volha a Kostroma. Žije zde přibližně 267 tisíc obyvatel.

## Dějiny

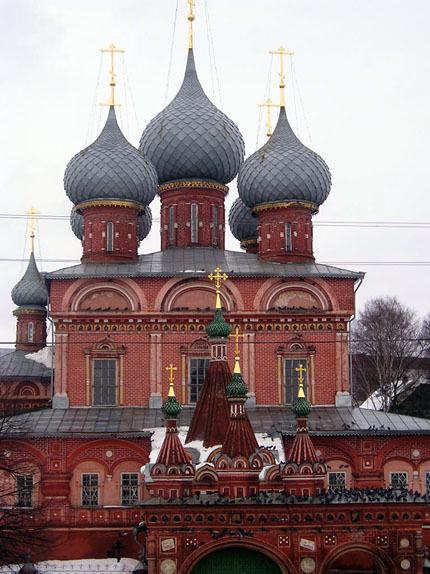
Kostroma – chrám Vzkříšení

Město bylo založeno v roce 1152 Jurijem Dolgorukým. Roku 1364 se stalo součástí Moskevského knížectví. V roce 1980 bylo rozhodnuto o výstavbě jaderné elektrárny Kostroma se 2 bloky. Po nehodě v Černobylu v roce 1986 byla výstavba odložena, a poté i zastavena.

## Osobnosti
- Sergej Pugačov (* 1963) – ruský miliardář, podnikatel a politik

## Partnerská města
- Cáchy, Německo
- Durham, Spojené království
- Durham, Severní Karolína, USA
- Toyama, Japonsko
- Hyvinkää, Finsko
- Cetinje, Černá Hora
- Očamčyra, Abcházie